# أياكوتشو
أياكوتشو (بالإنجليزية: Ayacucho)‏ هي مدينة، تتبع Huamanga province ‏، هي عاصمة إقليم أياكوتشو، وHuamanga province ‏، ومديرية أياكوتشو ‏، بلغ عدد سكانها 177420  نسمة، تبلغ مساحتها 2981370000 متر مربع، رمزها البريدي هو 05000–05003.

## مدن توأم
المدن التوأم:
- فيرونا
- أفيتسانو.

## أعلام
- إيديث لاغوس
- أندريس افيلينو كاسيريس
- سيندي أرليت كونتريراس باوتيستا
- ريناتا فلوريس ريفيرا
- ماكسيمو لورا